# Saison 2015 de l'équipe cycliste Parkhotel Valkenburg
La saison 2015 de l'équipe cycliste Parkhotel Valkenburg est la huitième de cette équipe.

## Préparation de la saison 2015

### Arrivées et départs
| Arrivées          | Équipe 2014           |
| ----------------- | --------------------- |
| Dennis Bakker     | Metec-TKH Continental |
| Dion Beukeboom    | De Rijke              |
| Melvin Boskamp    | Koga                  |
| Bob Schoonbroodt  | Veranclassic-Doltcini |
| Wim Stroetinga    | Koga                  |
| Jim van den Berg  | Koga                  |
| Jurgen van Diemen | SwAbo                 |
| Bart van Haaren   | Koga                  |

| Départs           | Équipe 2015      |
| ----------------- | ---------------- |
| Gert-Jan Bosman   | Jo Piels         |
| Remco Broers      |                  |
| Joris de Boer     |                  |
| Marco Hoekstra    |                  |
| Lars Horring      |                  |
| Mitchell Huenders |                  |
| Kai Reus          | Verandas Willems |
| Rutger Schellevis |                  |
| Rudy Vriend       |                  |

## Coureurs et encadrement technique

### Effectif
| Cycliste            | Date de naissance | Nationalité      | Équipe 2014           |  |
| ------------------- | ----------------- | ---------------- | --------------------- |  |
| Dennis Bakker       | 4 novembre 1993   | Pays-Bas         | Metec-TKH Continental |  |
| Dion Beukeboom      | 2 février 1989    | Pays-Bas         | De Rijke              |  |
| Joris Blokker       | 20 septembre 1993 | Pays-Bas         | Parkhotel Valkenburg  |  |
| Melvin Boskamp      | 30 octobre 1990   | Pays-Bas         | Koga                  |  |
| Massimo Graziato    | 25 septembre 1988 | Italie           |                       |  |
| Jenning Huizenga    | 29 mars 1984      | Pays-Bas         | Parkhotel Valkenburg  |  |
| James Judd          | 8 septembre 1994  | Nouvelle-Zélande | Parkhotel Valkenburg  |  |
| Jaap Kooijman       | 24 avril 1994     | Pays-Bas         | Parkhotel Valkenburg  |  |
| Bram Nolten         | 19 mai 1991       | Pays-Bas         | Parkhotel Valkenburg  |  |
| Jasper Ockeloen     | 10 mai 1990       | Pays-Bas         | Parkhotel Valkenburg  |  |
| Bob Schoonbroodt    | 12 février 1991   | Pays-Bas         | Veranclassic-Doltcini |  |
| Peter Schulting     | 19 août 1987      | Pays-Bas         | Parkhotel Valkenburg  |  |
| Wim Stroetinga      | 23 mai 1985       | Pays-Bas         | Koga                  |  |
| Thijs van Beusichem | 31 août 1993      | Pays-Bas         | Croford               |  |
| Rick van Breda      | 16 février 1990   | Pays-Bas         | Parkhotel Valkenburg  |  |
| Jim van den Berg    | 1er juillet 1985  | Pays-Bas         | Koga                  |  |
| Jurgen van Diemen   | 27 septembre 1991 | Pays-Bas         | SwAbo                 |  |
| Bart van Haaren     | 13 novembre 1984  | Pays-Bas         | Koga                  |  |
| Marco Zanotti       | 10 septembre 1988 | Italie           | Parkhotel Valkenburg  |  |
| Stagiaire           | Date de naissance | Nationalité      | Équipe 2015           |  |
| Stijn Bankras       | 16 novembre 1994  | Pays-Bas         | Ruiter-Dakkapellen    |  |
| Joury Ottenbros     | 23 décembre 1994  | Pays-Bas         | Ruiter-Dakkapellen    |  |

## Bilan de la saison

### Victoires
| Date       | Course                         | Pays     | Classe | Vainqueur      |
| ---------- | ------------------------------ | -------- | ------ | -------------- |
| 02/05/2015 | Himmerland Rundt               | Danemark | 1.2    | Wim Stroetinga |
| 12/05/2015 | 1reb étape de l'Olympia's Tour | Pays-Bas | 2.2    | Wim Stroetinga |
| 14/05/2015 | 3e étape de l'Olympia's Tour   | Pays-Bas | 2.2    | Wim Stroetinga |
| 16/05/2015 | 5ea étape de l'Olympia's Tour  | Pays-Bas | 2.2    | Dion Beukeboom |
| 16/05/2015 | 5eb étape de l'Olympia's Tour  | Pays-Bas | 2.2    | Wim Stroetinga |
| 17/05/2015 | 6e étape de l'Olympia's Tour   | Pays-Bas | 2.2    | Joris Blokker  |
| 12/09/2015 | Flèche côtière                 | Belgique | 1.2    | Marco Zanotti  |
| 04/11/2015 | 5e étape du Tour du lac Taihu  | Chine    | 2.1    | Marco Zanotti  |

### Classement UCI

#### UCI Oceania Tour
L'équipe Parkhotel Valkenburg termine à la 15e place de l'Oceania Tour avec 2 points. Ce total est obtenu par l'addition des points des huit meilleurs coureurs de l'équipe au classement individuel, cependant seul un coureur est classé,.
| Rang | Coureur          | Points |
| ---- | ---------------- | ------ |
| 60   | Massimo Graziato | 2      |